# Ceuthomantis duellmani
Ceuthomantis duellmani е вид жаба от семейство Ceuthomantidae. Видът не е застрашен от изчезване.

## Разпространение и местообитание
Разпространен е във Венецуела.
Обитава гористи местности и национални паркове.

## Описание
Популацията на вида е стабилна.